# Kumadori (kabuki)

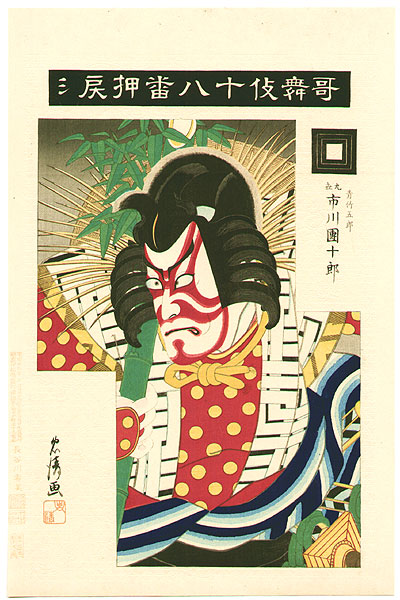
Una stampa raffigurante Ichikawa Danjūrō IX nei panni di Aotake Gorō, protagonista dell'opera Oshimodoshi, facente parte della raccolta Kabuki jūhachiban.

Il kumadori (隈取?) è un particolare stile di trucco indossato in scena dagli attori del teatro kabuki, in particolar modo quando recitano nello stile aragoto, uno stile di recitazione che prevede l'utilizzo di kata, ossia movimenti preordinati e codificati, esagerati e dinamici e di un altrettanto esagerato trucco e tono di voce. Il trucco kumadori consiste generalmente in strisce o altri motivi disegnati con colori accesi su uno sfondo bianco, atti a simboleggiare gli aspetti del personaggio rappresentato.
L'impronta lasciata su un pezzo di panno, di solito di seta o cotone, dalla faccia degli attori kabuki, generalmente alla fine della rappresentazione, è chiamata oshiguma ed è considerata un ambito ricordo dell'evento se non addirittura un'opera d'arte.

## Storia
Si ritiene che il primo a utilizzare questo tipo di trucco sia stato, nel 1673, Ichikawa Danjūrō I, che all'epoca recitava utilizzando il nome Ichikawa Ebizō, che al suo esordio interpretò Sakata no Kintoki nell'opera Shitennō Ochigodachi con il viso truccato a strisce rosse e nere, ponendo tra l'altro le basi di quello che sarà poi lo stile aragoto. Sebbene questo tipo di trucco sia stato poi, negli anni, estensivamente utilizzato e arricchito soprattutto dai membri della linea di attori degli Ichikawa Danjūrō (Ichikawa Danjūrō II, ad esempio, introdusse una particolare tecnica di sfumatura), alcune innovazioni ormai divenute convenzioni furono introdotte dai membri della linea degli Onoe Kikugorō.

## Convenzioni
- Brillanti strisce rosse, colore che simboleggia la virtù e la forza, indicano che il personaggio è un potente eroe. Il più famoso di questi ruoli è certamente quello dell'eroe dell'opera Shibaraku, un ruolo diventato per l'Occidente una specie di stereotipo dei personaggi kabuki;[5]
- Gli antagonisti dell'eroe hanno spesso il viso dipinto con una barba nera, vene viola o blu e sopracciglia blu molto ramificate. Il motivo risiede nel detto giapponese secondo cui "i malfattori non hanno né sangue né lacrime"; nelle vene dei personaggi negativi non scorre quindi sangue rosso ma blu;[6]
- Un trucco blu può rappresentare un fantasma, uno spirito o un'altra creatura magica, a seconda del motivo dipinto. Il blu simboleggia emozioni negative come la gelosia o la paura; nelle opere tradizionali giapponesi, infatti, i fantasmi sono spesso intrappolati dal loro attaccamento a tali emozioni. Un esempio è rappresentato dal personaggio di Genkurō, una kitsune, ossia uno spirito-volpe mutaforma, nell'opera Yoshitsune Senbon Zakura;
- A volte possono essere utilizzati toni grigi e marroni nella rappresentazione di animali, oni (demoni), yōkai (mostri umanoidi) o ogni altro essere non umano. Ne è un esempio il tsuchigumo (letteralmente: "ragno di terra") combattuto da Minamoto no Raikō in una delle leggende che lo riguardano.[7][8]